# Перуцци (семья)

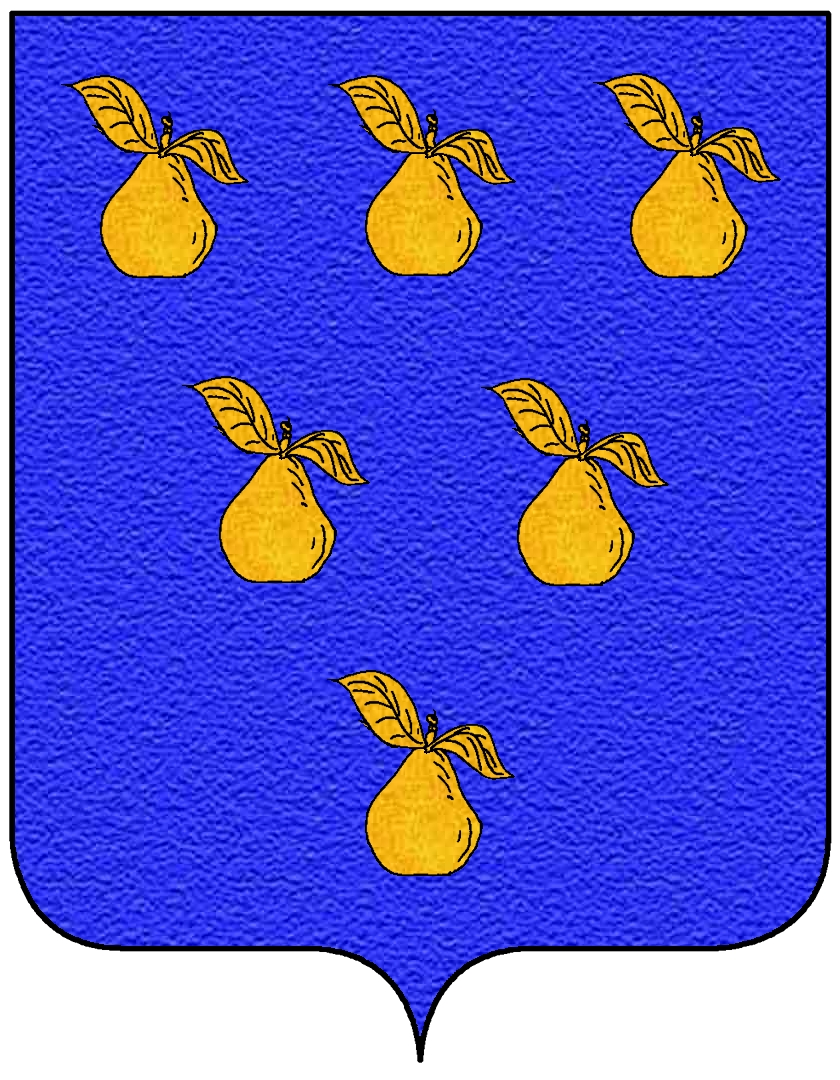
Герб.

Перу́цци — знатная семья Флоренции. Она возглавляла торговую компанию (вторая половина XIII — первая половина XIV в.), занимавшуюся экспортом шерсти из Англии и хлеба из Неаполитанского королевства, а также обменными операциями на Шампанских ярмарках. Перуцци обладали значительным капиталом, занимались банковскими операциями. На деньги семьи Перуцци, как, впрочем, и других банкиров Флоренции, велась Столетняя Война. Перуцци ссужали деньгами как королей, так и римскую курию, монашеские ордены. Филиалы компании Перуцци находились в Венеции, Генуе, Пизе, Неаполе, Авиньоне, Брюгге, Лондоне, Париже и т. д. Перуцци потерпели крах в 1343 году ввиду отказа королей погасить долги.